# 에르켄지 쿠시
《에르켄지 쿠시》(튀르키예어: Erkenci Kuş)는 2018년 방영된 터키의 텔레비전 드라마이다.